# Фиорина, Карли
Ка́рли Фиори́на (англ. Carly Fiorina), урождённая Ка́ра Ка́рлтон Снид (англ. Cara Carleton Sneed; род. 6 сентября 1954, Остин, Техас) — американский предприниматель и политик, бывший президент и гендиректор корпорации Hewlett-Packard (1999—2005).

## Биография

### Ранние годы
Родилась 6 сентября 1954 года в Остине (Техас), дочь профессора права Техасского университета Джозефа Тайри Снида (впоследствии — заместитель министра юстиции в администрации Никсона и федеральный судья с 1973 года), и его жены, художницы Мадлон Монтросс (Madelon Montross), в девичестве Юргенс (Juergens). Юная Карли сменила несколько разных школ, в том числе одну — в Гане, поскольку семья переезжала по мере получения профессором Снидом новых назначений. Поступила в юридическую школу Калифорнийского университета, но после первого курса оставила её к неудовольствию отца. В 1976 году окончила Стэнфордский университет, где изучала средневековую историю и философию, в 1980 году — школу бизнеса имени Роберта Смита при Мэрилендском университете в Колледж-Парке (MBA) и школу менеджмента при Массачусетском технологическом институте.

### Карьера в IT-компаниях
С 1980 года работала в подразделении AT&T — AT&T Communications, где до 1989 года сделала карьеру от торгового представителя до исполнительного вице-президента и CEO в компании AT&T Long Lines, с 1989 до 1998 года прошла с должности директора по североамериканским операциям до исполнительного вице-президента Network Systems Corporation, а в 1998—1999 работала в Lucent Technologies.
С 1999 года Фиорина работала в Hewlett-Packard на должностях CEO и президента. Одним из первых её решений стало выделение в отдельную компанию подразделения HP, занятого производством оборудования для технического тестирования. После успешного IPO на основе этой структуры возникла нынешняя компания Agilent Technologies. Продолжая политику превращения HP в компанию, занятую исключительно производством компьютеров и сопутствующего оборудования, Фиорина стала готовить сделку по приобретению за 14 млрд долларов технического подразделения корпорации PricewaterhouseCoopers, но отказалась от неё из-за негативной реакции рынка (после краха интернет-компаний на рынке ценных бумаг IBM приобрела это подразделение за 4 млрд долларов). Во время президентства Фиорина в 2001—2002 годах была проведена одна из крупнейших сделок в истории IT-рынка (сумма сделки $25 млрд) — по слиянию корпораций Hewlett-Packard и Compaq, последняя из которых незадолго до этого в 1998 году поглотила IT-гиганта — корпорацию Digital Equipment Corporation, находившуюся в тяжёлом финансовом положении. Перед Фиориной стояла сложнейшая задача провести объединение практически трёх крупнейших IT-корпораций в единую компанию, при этом по возможности не потеряв занятых этими тремя компаниями долей на IT-рынке. В начале сделки договорённость была о том, что компания Compaq некоторое время останется целостной компанией, и её интеграция будет происходить постепенно с сохранением большей части продуктовой линейки и работников компании Compaq. Но, будучи исполнительным директором HP, Фиорина взяла на себя и обязанности по управлению компанией Compaq, и управляла компанией ещё почти 3 года после ухода в ноябре 2002 года бывшего исполнительного директора Compaq Майкла Капелласа, чем нарушила первоначальные договорённости. В течение этого времени Фиорина уволила тысячи бывших работников Compaq. Как самостоятельная компания Compaq фактически прекратила своё существование к 2005 году, хотя лишь в 2010 году на фабрике HP в Китае был собран последний ноутбук под маркой Compaq Presario. В итоге, цена акций объединённой компании Hewlett-Packard сильно упала (акции компании за время руководства Фиорины упали на 63 %), прибыль почти не выросла, и значительная доля рынка персональных компьютеров, когда-то принадлежавшая компании Compaq, была завоёвана конкурирующей компанией Dell. Многие бизнесмены посчитали, что слияние компаний Hewlett-Packard и Compaq было проведено бездарно, не принеся должного увеличения доли IT-рынка для объединённой корпорации Hewlett-Packard. В феврале 2005 года Фиорина предпочла уйти из компании Hewlett-Packard, не дожидаясь, когда враждебно настроенный совет директоров со скандалом её уволит.

### Другой бизнес, благотворительность, государственная служба
Фиорина являлась членом Совета директоров Всемирного экономического форума, с июля 2011 года — членом Консультативного совета благотворительной организации Foundation For Health Coverage Education. Также она занимала должность директора Массачусетского технологического института, независимого директора Taiwan Semiconductor Manufacturing Co Ltd (до декабря 2009 года), директора Нью-Йоркской фондовой биржи, Cisco Systems Inc. (с января 2001 года), Cybertrust (с 27 октября 2005 года) и Revolution Health Group LLC, член Совета директоров Kellogg Company и Merck. Кроме того, она выступала в качестве комментатора на каналах FOX Business Network и CNBC, являлась сопредседателем U.S. Leadership in Development Центра стратегических и международных исследований и Leadership Council организации Инициатива за глобальное развитие (Initiative for Global Development). Она является соучредителем African Leadership Academy и основателем организации One Woman Initiative, участвовала в работе Оборонного делового совета (Defense Business Board), возглавляла Внешний консультативный совет (External Advisory Board) ЦРУ и Консультативную группу переходной дипломатии (Advisory Group for Transformational Diplomacy) Государственного департамента.

### Начало политической деятельности

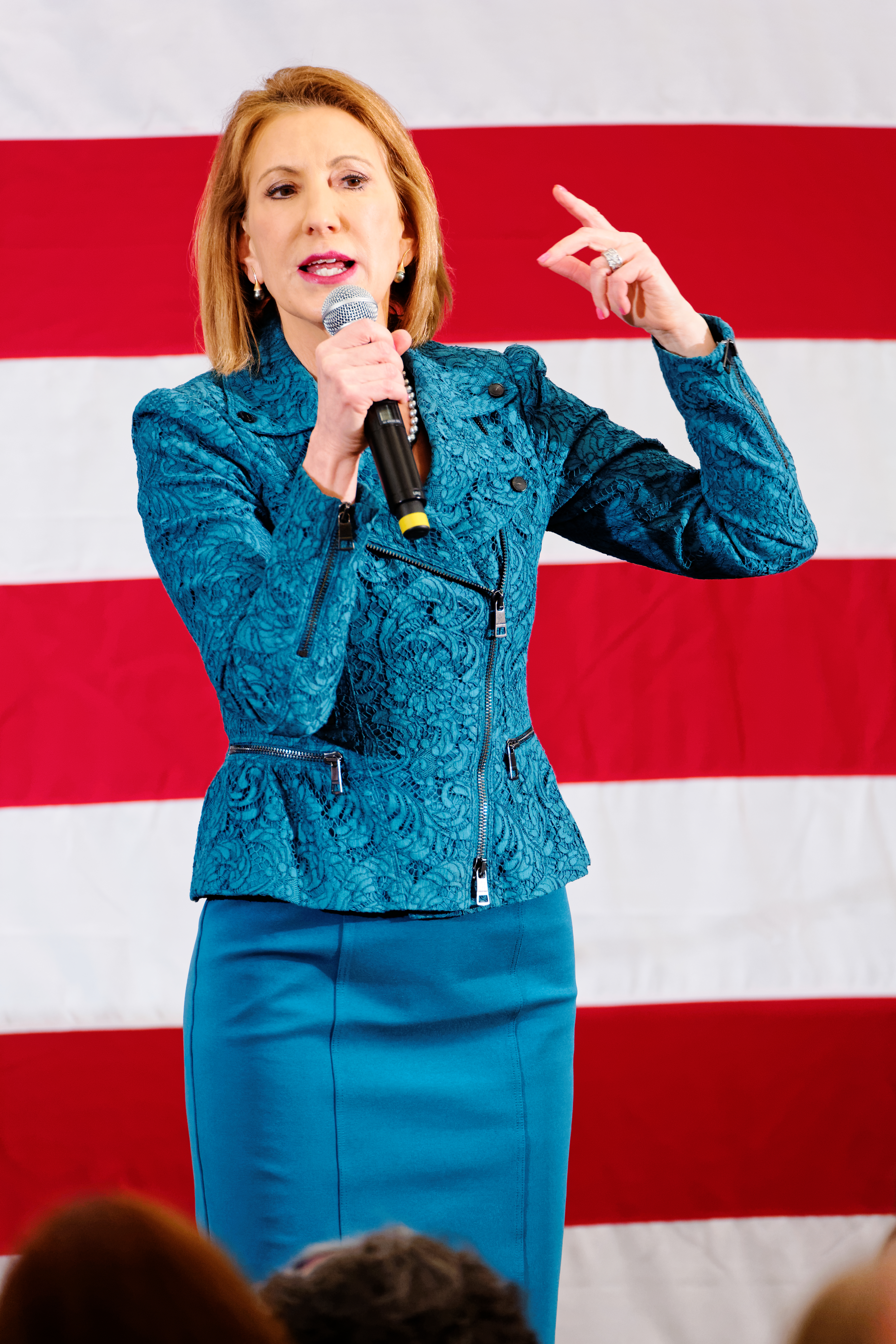
Фиорина на форуме в Нашуа (Нью-Гэмпшир) 18 апреля 2015 года

В 2008 году Фиорина участвовала в президентской кампании сенатора Джона Маккейна — официально в качестве советника по экономическим вопросам, а по мнению некоторых журналистов — для улучшения образа кандидата в глазах женщин.
В 2010 году Фиорина была выдвинута Республиканской партией на выборы в Сенат от Калифорнии, но, набрав 42 % голосов, уступила кандидатке от Демократической партии Барбаре Боксер, добившейся результата 52 %.
В 2014 году Карли Фиорина возглавила комитет политических действий Unlocking Potential Project (UP-Project), имеющий целью вовлечение большего количества женщин из числа политических активистов в ряды Республиканской партии и расширение их участия при поддержке партии в выборах разного уровня.
18 апреля 2015 Фиорина с большим успехом выступила на традиционном форуме Республиканской партии First in the Nation в Нашуа (Нью-Гэмпшир) — основная тема её выступления вылилась во фразу: Hillary Clinton must not be president of the United States («Хиллари Клинтон не должна быть президентом Соединённых Штатов»), встреченную бурными аплодисментами. Выпады против Хиллари Клинтон давно стали характерной чертой политической аргументации Карли. В ответ на частые упоминания Клинтон, как много времени та провела в авиаперелётах, когда занимала должность госсекретаря, Фиорина заметила: Unlike Mrs. Clinton, I know that flying is an activity, not an accomplishment («В отличие от миссис Клинтон я знаю, что полёты — это часть работы, а не достижение»). В одном из телешоу, когда предметом обсуждения стала способность женщин исполнять обязанности президента ввиду зависимости их поведения от гормонального фона, Карли намекнула на сексуальный скандал Билла Клинтона и Моники Левински: Not that we have seen a man’s judgment being clouded by hormones, including in the Oval Office («Как будто мы не видели, как мужская способность к здравым суждениям замутняется гормонами, в том числе в Овальном кабинете»).
22 апреля 2015 года в Wall Street Journal опубликовано сообщение о намерении Карли Фиорина официально объявить 4 мая 2015 года о вступлении в президентскую предвыборную кампанию 2016 года.

### Президентская избирательная кампания (2015—2016)

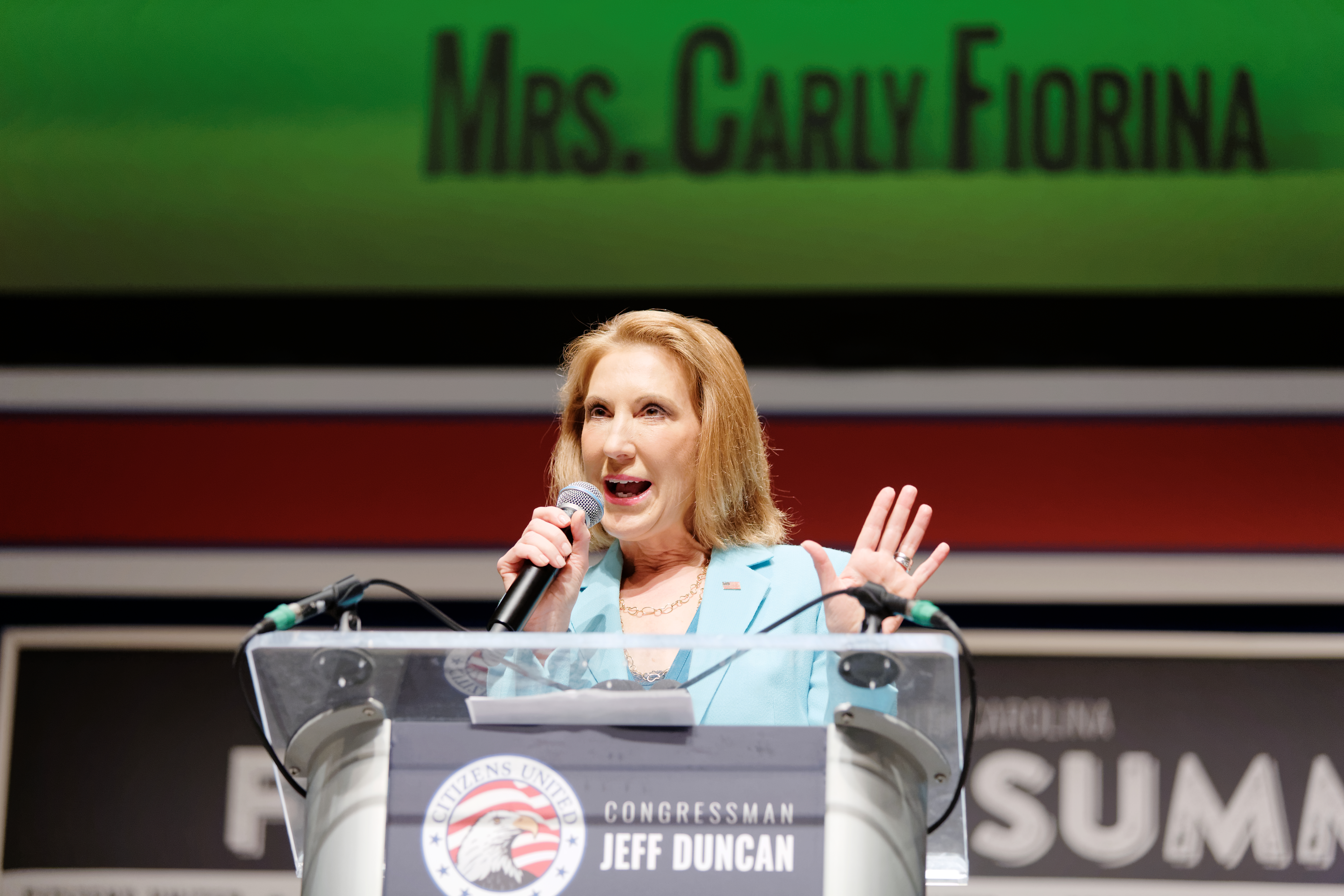
Фиорина выступает 9 мая 2015 года на собрании Citizens United Peace Summit (Гринвилл, Южная Каролина).

Утром 4 мая 2015 года Карли Фиорина официально объявила о вступлении в предвыборную борьбу в программе Джорджа Стефанопулоса на телеканале ABC News, заявив при этом: I think I’m the best person for the job because I understand how the economy actually works («Думаю, я — лучший человек для этой работы, потому что я понимаю, как на самом деле работает экономика»).
Фиорина обвинила администрацию Обамы в недооценке угрозы исламского экстремизма и заявила, что Хиллари Клинтон, будучи государственным секретарём, уделяла мало внимания врагам Америки, в частности президенту России В. В. Путину. Фиорина также утверждала, что Соединённым Штатам следует вооружить Украину для борьбы с поддерживаемыми Россией повстанцами (Russian-backed rebels), а также проводить масштабные военные учения в прибалтийских государствах, тем самым формулируя «совершенно ясное послание» (a very clear message) президенту Путину. Фиорина высказывалась за уравнивание однополых и гетеросексуальных пар в праве на получение государственных субсидий. Однако, будучи противницей официального признания однополых браков, она заявляла:

Люди, разделяющие религиозные убеждения, знают, что брак есть религиозный институт, имеющий духовную основу, потому что только мужчина и женщина могут дать жизнь, что является божественным даром […] Мы должны защищать также и их права.
Оригинальный текст (англ.)– People of religious conviction know that marriage is a religious institution with a spiritual foundation because only a man and a woman can create life, which is a gift that comes from God […] We must protect their rights as well.
— 

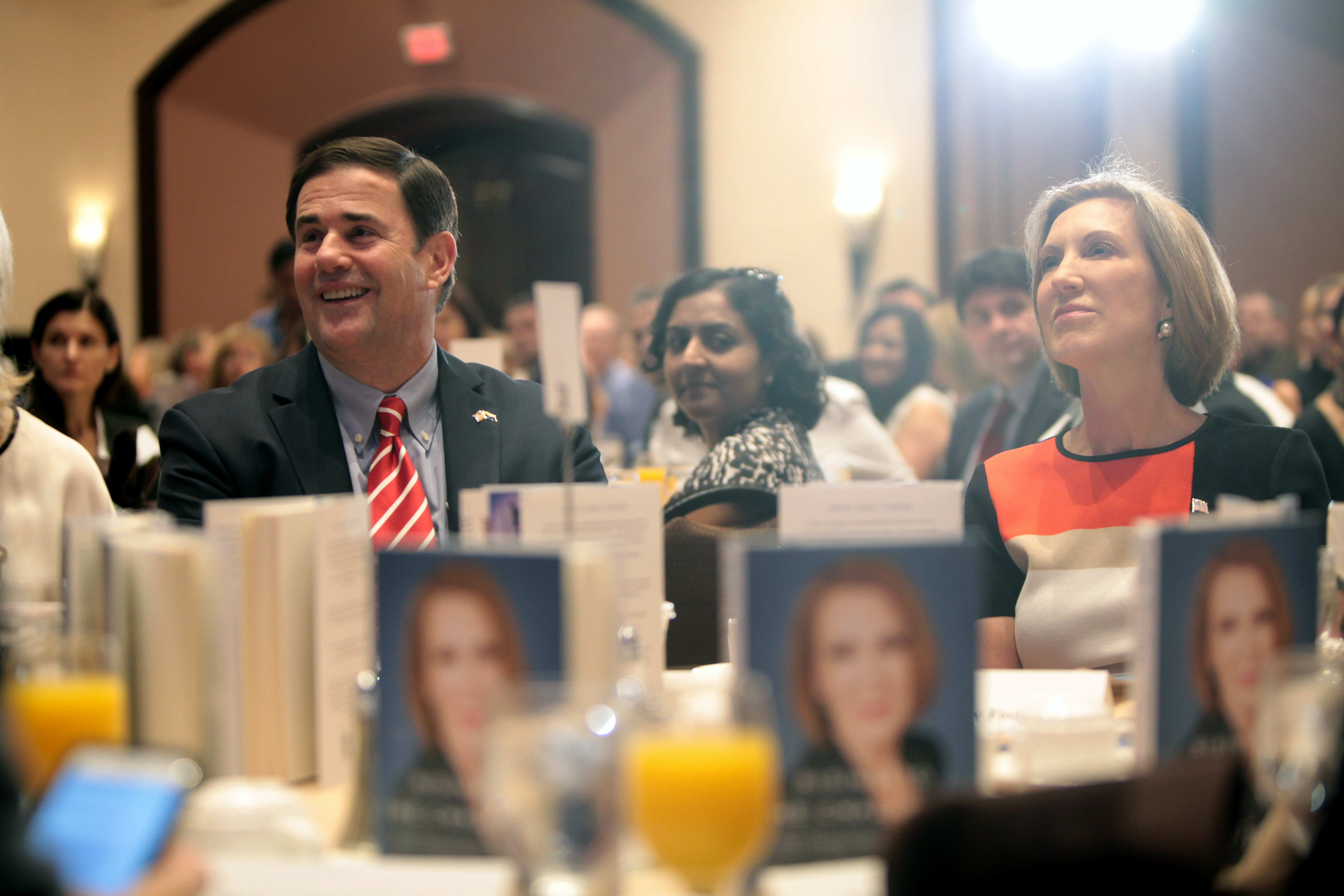
Фиорина и губернатор Дьюси на официальном завтраке Торгово-промышленной палаты Аризоны 11 сентября 2015 года в Скоттсдейле. Photo: Gage Skidmore.

В области экономики Фиорина считает необходимым сокращение государственного регулирования, поэтому она подвергала критике федеральную программу экономического стимулирования, принятую в 2009 году, как бессмысленное расходование средств налогоплательщиков, выступает против фиксирования на федеральном уровне минимальной заработной платы, поскольку это наносит вред тем, кто ищет работу впервые. Также она требует сократить количество федеральных служащих, сократить их заработную плату и привязать её к результатам их работы. В ходе своей сенатской предвыборной кампании в 2010 году Фиорина призывала к отмене налога на недвижимость и налога на прирост капитала для инвестиций в малый бизнес, а также к снижению налоговой ставки.
В августе 2015 года предвыборная кампания Фиорина получила новый импульс, когда было заявлено, что она — единственный среди всех кандидатов от Республиканской партии «противовес» Дональду Трампу (тот, в частности, нанёс имиджу партии вред высказываниями сексистского характера). Это сказалось и на финансировании её кампании — в частности, комитет политических действий Теда Круза передал 500 тыс. долларов комитету политических действий Карли Фиорина. По мнению ряда аналитиков, выросло число республиканцев, не собирающихся голосовать за Фиорину, но считающих важным её участие в предварительных выборах.
Тем не менее, после провала на республиканских праймериз (в частности, 9 февраля 2016 года в Нью-Гэмпшире) Фиорина 10 февраля объявила о выходе из кампании и через месяц поддержала кандидатуру Теда Круза.
27 апреля 2016 года Тед Круз официально объявил о привлечении Карли Фиорины к его кампании в качестве напарника. Однако, уже 3 мая, после поражения от Трампа на праймериз в Индиане, Круз также объявил о прекращении своей кампании.

## Личная жизнь
В первом браке Карли была замужем за однокурсником по Стэнфорду Тоддом Бартлемом (Todd Bartlem), вместе с которым уехала в Болонью и преподавала там английский язык итальянским бизнесменам. Через шесть лет брака, уже вернувшись в США и окончив школу бизнеса, Карли развелась с первым мужем, а примерно через год вступила в новый брак — с сотрудником AT&T Фрэнком Фиорина. За 15 месяцев до сенатской избирательной кампании 2010 года ей был диагностирован рак груди, и она прошла через операцию, а также полный курс химиотерапии и радиотерапии. Единственными детьми в семье были дочери Фрэнка от предыдущего брака Трэйси и Лори Энн. Лори Энн умерла в 2008 году в возрасте 35 лет.
У Карли Фиорина есть сестра Клара Снид (Clara Sneed) и брат, Джозеф Снид IV (Joseph Sneed IV). Их отец Джозеф Тайри Снид III, родившийся в 1920 году, умер в 2008, мать, Мадлон — в 1998.

## Награды и признание
В июле 2001 года Фиорина получила звание почётного члена попечительского совета Лондонской школы бизнеса, в 2002 году получила премию Appeal of Conscience Award, а в 2003 — Concern Worldwide «Seeds of Hope» Award. В 2004 году получила премию Совета частного сектора Leadership Award.
В 1998 году журнал Fortune впервые опубликовал рейтинг самых влиятельных женщин в бизнесе, в котором Карли Фиорина заняла первое место и сохраняла его за собой до октября 2004 года. Когда Фиорина возглавила компанию HP, она стала единственной женщиной во главе компании из списка тридцати корпораций, входящих в Промышленный индекс Доу Джонса, и одной из 50 компаний в рейтинге Fortune.
Portfolio.com присвоило Карли Фиорина 19-е место в рейтинге худших генеральных директоров США всех времён.

## Труды
- Фиорина К. Трудный выбор: уроки бескомпромиссного лидерства в сложных ситуациях от экс-главы Hewlett-Packard, самой влиятельной деловой женщины США : [пер. с англ.]. — Бизнеском, 2010. — 359 с. — (Библиотека генерального директора. Путь к успеху. Том 10.). — ISBN 978-59-1663-070-1.
- Fiorina C. Tough Choices: A Memoir. — Portfolio, 2006. — 319 p. — ISBN 978-15-9184-133-3.
- Fiorina C. Rising to the Challenge: My Leadership Journey. — Penguin, 2015. — 208 p. — ISBN 978-06-9819-459-5.